# Burgruine Khünburg
Die Burgruine Khünburg ist die Ruine einer Felsenburg auf einer Felskuppe in 839 Meter Höhe am Südhang des Spitzegels nordöstlich vom Pressegger See. Sie liegt oberhalb von Khünburg, einer Ortschaft der Gemeinde Hermagor in Kärnten, von wo sie über verschiedene Wander- oder Waldwege erreichbar ist.

## Geschichte
Die erste urkundliche Erwähnung fand die Khünburg 1189 als Besitztum des Ministerialen Graf Pero de Kinburch aus dem österreichischen Adelsgeschlecht derer von Kuenburg. 
Ab dem 13. Jahrhundert war die Burg im Besitz des Bistums Bamberg. 1311 wurde die Anlage an den Herzog Heinrich von Kärnten verpfändet. Nach dem Brand von 1540 oder 1541 wurde die Burg dem Verfall preisgegeben. Die Khünburger verlegten ihren Sitz ins Schloss Khünegg in Egg (Hermagor). 
1913 erfolgte eine erste Restaurierung. 1931 wurde der Bergfried mit einem Dach versehen und durch den Einbau einer hölzernen Stiege begehbar gemacht. 2012 erfolgte eine komplette Neueindeckung verbunden mit Reparaturarbeiten am Turmdachgebälk.

## Beschreibung
Die romanische Anlage wurde um 1200 errichtet. Sie ist etwa 30 mal 40 Meter groß. Nach der Mitte des 14. Jahrhunderts erfolgten keine wesentlichen baulichen Veränderungen mehr.
Gut erhalten sind der Bergfried, der heute als Aussichtswarte dient, große Teile der fünf bis acht Meter hohen Ringmauer sowie die Erdgeschossmauer eines Wohngebäudes südlich des Bergfrieds.

### Bergfried
Der aus Natursteinen gemauerte Bergfried steht auf quadratischem Grundriss mit einer Kantenlänge von knapp 9 Metern und hat mit seinem Pyramidendach eine Gesamthöhe von etwa 22,5 Metern. Durch eine Rundbogentür gelangt man in den Turm und zu einer Holzstiege, die entlang der Innenwände über 7 Treppenläufe und 6 Zwischenpodeste zur Aussichtsplattform in etwa 17 Meter Höhe führt. Dabei sind insgesamt 98 Stufen zu bewältigen. An der Aussichtsebene befinden sich in den 1 Meter dicken Wänden jeder Turmseite zwei quadratische Fensteröffnungen, die eine gute Aussicht ins Gailtal und auf die umliegende Berge bieten.